# Боллен
Боллен (фр. Bollène) — коммуна во французском департаменте Воклюз региона Прованс — Альпы — Лазурный Берег. Центральная коммуна одноимённого кантона.

## География

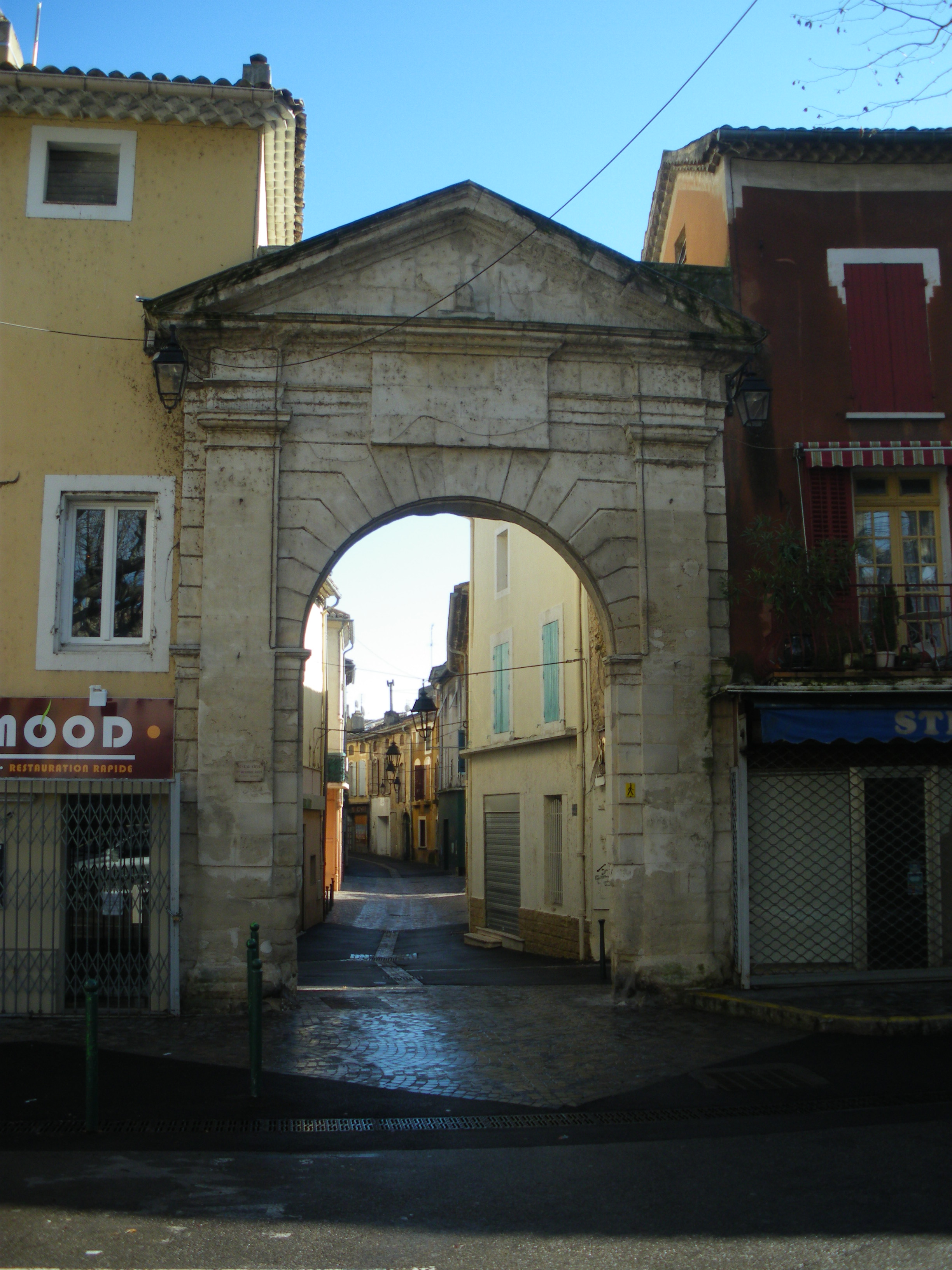
Старые ворота города.

Боллен расположен в 38 км к северу от Авиньона на стыке департаментов Воклюз, Дром, Ардеш и Гар. Соседние коммуны: Планшетт на севере, Сюз-ла-Русс на востоке, Сент-Сесиль-ле-Винь, Лагард-Пареоль и Рошгюд на юго-востоке, Мондрагон на юго-западе, Пон-Сент-Эспри, Ламотт-дю-Рон и Сен-Жюст-д'Ардеш на западе, Лапалю на северо-западе.

### Гидрография
Рядом с Болленом протекает Рона, которая питает канал Донзер — Мондрагон, пересекающий коммуну на западе. Здесь же в канал впадают Лозон и Ле. Лозон представляет собой спокойный ровный водный поток. Ле берёт начало в горах Бароннье у подножия Мелиандр и представляет собой типичную сридиземноморскую реку: большую часть времени мелководную, но способную превратиться в мощный бурный поток после ливней в горах. В результате Ле периодически приводит к сильным наводнениям, в частности к историческим наводнениям 1662, 1745, 1951 и 1993 годов.

## Демография
Население коммуны на 2010 год составляло 13 843 человека.
| 1962 | 1968   | 1975   | 1982   | 1990   | 1999   | 2010   |
| ---- | ------ | ------ | ------ | ------ | ------ | ------ |
| 9276 | 11 555 | 11 434 | 12 679 | 13 907 | 14 107 | 13 843 |

## Достопримечательности
- Монастырь Сен-Мартен-де-Боллен, XI, XIV и XVI века. Памятник истории.
- Дом кардинала, построен в XI веке, расширен в период Возрождения.
- Конвент урсулинок.
- Часовня Нотр-Дам-дю-Пон, 1312 год.
- Часовня Труа-Круа.
- Древние ворота города.
- Статуя Луи Пастера, скульптор Арман Марсиаль (первая Римская премия 1913 года).
- Музей мировой флейты.
- Первобытный лагерь в Барри.
- Гидроэлектростанция и канал Донзер — Мондрагон.
- Ядерный центр в Трикастен.
- Фортифицированная часовня в Сен-Блез, XII век.